# França nos Jogos Olímpicos de Verão de 2000
A França participou dos Jogos Olímpicos de Verão de 2000 em Sydney, na Austrália.